# Sołtysówka
Sotysówka – potok, prawy dopływ Filipczańskiego Potoku. 
Zlewnia potoku obejmuje dolinkę na zachodnich stokach Zgorzeliskowego Działu na Pogórzu Bukowińskim w miejscowości Małe Ciche w gminie Poronin. Dolinka ta opada na zachód spod zakola Drogi Oswalda Balzera, w miejscu, gdzie odgałęzia się od niej na południe droga na polanę Zgorzelisko.
Sołtysówka wypływa w płytkim leju źródliskowym na wysokości 1020 m. Na wysokości 1020–920 m z prawego zbocza zasilana jest kilkoma małymi ciekami wypływającymi ze źródeł i młak w łupkowo-piaskowcowym podłożu. Przepływ wody w potoku jest niewielki: w okresach suchych wynosi on tylko kilka l/s. Długość potoku wynosi 1,25 km, średni spadek 13,2%. Sołtysówka uchodzi do Filipczańskiego Potoku.